# Phân loại Bằng sáng chế Quốc tế
Phân loại Bằng sáng chế Quốc tế (IPC, International Patent Classification) là một hệ thống phân loại bằng sáng chế theo cấu trúc cây được xây dựng sau Hiệp định Phân loại Sáng chế Quốc tế Strasbourg (1971) và được cập nhật thường xuyên bởi một Ủy ban Chuyên gia, bao gồm đại diện của các Quốc gia ký kết của Hiệp định và các quan sát viên từ các tổ chức khác, chẳng hạn như Cơ quan Bằng sáng chế châu Âu (EPO). Hiệp định Strasbourg là một trong một số thỏa thuận quốc tế được quản lý bởi Tổ chức Sở hữu trí tuệ Thế giới (WIPO).
Các bằng sáng chế từ tất cả các nước ký kết (và từ cả các nước khác) đều được phân loại vào ít nhất một mã phân loại mà sáng chế liên quan và cũng có thể được phân loại sâu hơn để thể hiện chi tiết hơn nội dung.

## Mã phân loại
Mỗi mã phân loại bao gồm các ký tự, ví dụ A01B1/00 dành cho các "dụng cụ cầm tay". 
- Ký tự đầu tiên là thể hiện các "mục" bao gồm một chữ cái từ A đến H. Tổng cộng có 8 mục.

A: Nhu cầu thiết yếu của con người
B: Hoạt động, vận chuyển
C: Hoá học, luyện kim
D: Dệt may, giấy
E: Công trình cố định
F: Cơ khí, chiếu sáng, hệ thống sưởi ấm, vũ khí
G: Vật lý
H: Điện lực
- Tiếp theo là một số hai chữ số thể hiện "tiểu mục" (ví dụ A01 đại diện "Nông nghiệp, lâm nghiệp, chăn nuôi, bẫy thú, đánh cá"). Tổng cộng có 20 tiểu mục.
- Chữ cái tiếp theo thể hiện "hạng mục" (A01B đại diện cho "kỹ thuật làm đất trong nông nghiệp, lâm nghiệp, các bộ phận, chi tiết, hoặc phụ tùng của máy nông nghiệp").
- Sau đó là từ 1 đến 3 chữ số thể hiện "hạng mục phụ", rồi tiếp đến dấu gạch chéo và một số ít nhất là hai chữ số đại diện cho một "nhóm chính" hay "nhóm phụ".

Các nhà giám định bằng sáng chế có nhiệm vụ gán các mã phân loại cho bằng sáng chế ở cấp độ chi tiết nhất có thể, phù hợp với nội dung của nó.

## Các phiên bản
Trong 7 phiên bản đầu tiên của IPC, phân loại đã được cập nhật trung bình cứ khoảng 5 năm một lần. Từ phiên bản 8, có hiệu lực từ ngày 01/01/2006, hệ thống phân loại đã được chia thành hai cấp: cấp "căn bản" và cấp "cao cấp". Cấp "căn bản" được cập nhật trên cơ sở 3 năm một lần. Cấp "cao cấp" cung cấp phân loại chi tiết hơn và được cập nhật thường xuyên hơn (có thể là mỗi ba tháng). Theo EPO, bất kỳ nỗ lực tái phân loại nào cũng sẽ chưa được phát hành cho đến khi tất cả các tài liệu bị ảnh hưởng đã được phân loại lại
Phiên bản 8 được thiết kế để cho phép các văn phòng cấp bằng sáng chế sự lựa chọn giữa việc phân loại đơn giản, sử dụng cấp "căn bản", hoặc một hệ thống chi tiết, nhưng phức tạp hơn là cấp "cao cấp" 